# Sinum perspectivum
Sinum perspectivum är en snäckart som först beskrevs av Thomas Say 1831.  Sinum perspectivum ingår i släktet Sinum och familjen borrsnäckor. Inga underarter finns listade i Catalogue of Life.